# Вулиця Михайла Гришка (Київ)
Ву́лиця Миха́йла Гришка́ — вулиця в Дарницькому районі міста Києва, житловий масив Осокорки. Пролягає від вулиці Бориса Гмирі до проспекту Петра Григоренка.

## Історія
Вулиця виникла на початку 1990-х років під проектною назвою Верхня. Сучасна назва на честь українського оперного співака Михайла Гришка — з 1993 року.

## Установи та заклади
- № 9 – хмарочос;
- Супермаркет «Novus»;
- Розважальний центр «Алладін»;
- McDonald's;
- Ветеринарна клініка «Алден-Вет»;
- Каплиця Віри, Надії, Любові і матері їх Софії парафії Іоанна Богослова УПЦ;

## Особливості
На Позняках в лютому 2000 року відкрито один з найбільших супермаркетів "Billa" в Україні. 